# Nordisk Film TV
Nordisk Film TV är ett svenskt tv-produktionsbolag som levererat underhållning till svenska tv-tittare sedan 1997. Företaget producerar cirka 100 timmar tv årligen i genrer som underhållning, drama, fakta, reality, barn och branded entertainment. 
Några exempel på program som Nordisk Film TV producerar är Svett & Etikett, The Voice, Maestro, Kvällen är din, Fuskbyggarna, Wipe Out, Det Okända, Sofias Änglar, Jonson & Pipen och Julkalendern i SVT 2011.
Nordisk Film TV är en nordisk koncern med huvudkontor i Danmark. Nordisk Film TV är även delägare i Danska bolaget Respirator. Nordisk Film TV var fram till 2009 ett dotterbolag till Nordisk Film. Sedan 2009 ägs Nordisk Film TV av den internationella mediekoncernen Banijay entertainment, med huvudkontor i Paris, Frankrike. 
Vd för Nordisk Film TV sedan augusti 2014 är Kristoffer Graci, som har en bakgrund från Jarowskij, Titan och Sto-Cph. I december 2014 värvades tv-profilen Anders S Nilsson till företaget som ansvarig för utveckling av program i humorgenren. 

## Produktioner
| - Bingo Royale - En fot i graven - Fortet Europa - Läkare - var god dröj! - Med vänlig hälsning - Mustafa Show - Svenskarna som stred för Hitler - Kontroll - Könskriget - Stockholm Live - Hela Sveriges fredag - Svett och Etikett - Maestro - Tjuvarnas jul - Häxan Surtant (SVT Barnkanalen) - Riddaren av Pelargonien (SVT Barnkanalen) - Eurovision Countdown | - 48 timmar - Det okända - Fem gånger Storm - Junior Eurovision Song Contest (2006) - Lattjo Lajban - Lattjo hela veckan - Nema problema - Prinsessan Christina - Reslust - Saknad - TV Myra - Lattjobolaget Lajban - Mimmi & Mojje - Jonson & Pipen - Fuskbyggarna - Kvällen är din - The Voice TV - Leilas home delivery - Undercover Boss | - 69 grader Nord - Förnimmelse av mord - Måndagsklubben - So you think you can dance Scandinavia - Den rätte för Rosing - Wipeout - Arga snickaren - Mitt liv är ett skämt - Djävulsrallyt - Sofias Änglar - Mitt liv är ett skämt - Bröllopsfeber | - Kärlek över Atlanten - Kändishoppet - Spårlöst försvunnen - Stockholmsnatt (visad i TV6) |  | - Livet på andra sidan - Såld på hus - Det okända - Sälj eller Släng | - FCZ - HCZ - Yippee Ki-yay, MF - Stor i Japan |

## Utmärkelser
- Aftonbladets TV-pris 2006 för FCZ.
- Kristallen 2006 för FCZ.

## Ledning
Vd för Nordisk Film TV:s svenska verksamhet har varit:
- 2003–2008: Daniel af Klintberg
- 2008–2013: Karin Stjärne
- 2014–2023: Kristoffer Graci[5]